# James Wan
James Wan, født 27. februar 1977 i Sarawak, Malaysia, er en australsk instruktør, producer og forfatter. Han mødte Leigh Whannell da de gik til en filmskole i Melbourne. James Wan, instruerede den syvende af Fast & Furious-serien, i stedet for Justin Lin.

## Filmografi

### Instruktør
- 2000 - Stygian
- 2003 - Saw (kortfilm)
- 2004 - Saw
- 2007 - Dead Silence
- 2007 - Death Sentence
- 2010 - Insidious
- 2013 - Nattens dæmoner
- 2015 - Fast & Furious 7
- 2016 - Nattens dæmoner 2
- 2018 - Aquaman